# Viaduc de la Chocolatière
Le viaduc de la Chocolatière, appelé également pont sur le Flon,, est un viaduc autoroutier de Lausanne, en Suisse.

## Situation
Il est situé sur l'autoroute A9, entre les jonctions de Lausanne-Blécherette et de Lausanne-Vennes, sur le territoire de la commune de Lausanne, entre le quartier de la Clochatte et celui de Grand-Vennes. Il traverse la vallée du Flon.

## Histoire
Le viaduc, formé en fait de deux viaducs parallèles, a été réalisé en deux étapes. Le pont droite (ou pont lac) a été mis en service pour l'exposition nationale de 1964, en même temps que le tronçon Lausanne-Genève de l'autoroute A1. L'ouvrage est resté à chaussée unique jusqu'en 1973, année de l'ouverture de la deuxième voie (pont gauche ou pont montagne) et de la prolongation de l'autoroute jusqu'à Villeneuve. Malgré tout, pour des raisons de coûts, l'arc sud avait déjà été construit lors de la première phase, notamment pour ne pas avoir à construire un nouveau cintre. Le tracé a été choisi en lisière du bois de Sauvabelin afin d'atteindre la route de Berne dans le quartier de Vennes (hauts de Lausanne) en évitant les constructions existantes à la Clochatte et à la Chocolatière.

## Construction
Commandé par le Département des Travaux Publics du Canton de Vaud, il a été conçu par le bureau d'ingénieurs lausannois A. et Ph. Sarrasin et construit par l'entreprise lausannoise COBAL.

## Caractéristiques techniques
Le viaduc de la Chocolatière, d'une longueur de 434,3 m, est en fait formé de deux viaducs parallèles, chacun divisé en cinq parties liées par quatre joints cantilever (joints Gerber) : un pont à poutres de 27 m, un pont en arc (d'une portée de 120 m) soutenant un tablier de 163 m, puis 3 ponts à poutres de, respectivement, 87, 72 et 75,5 m. Le viaduc a une longueur totale de 434,3 m et une hauteur maximale de 23 m. La portée entre les poutres varie entre 23 et 29 m. La largeur des tabliers est de 13 m. Ils sont séparés par un espace de 56 cm. Les fondations sont fixées dans un sol de molasse.
Le viaduc est fait de béton à haute résistance coulé sur des armatures en acier. Afin d'optimiser leur adhérence au béton, les ingénieurs ont développé, en collaboration avec le professeur Bolomey de l'EPUL (actuelle EPFL), une barre torsadée carrée avec des angles arrondis (appelé acier Caron, pour carré-rond). L'épaisseur de l'arc est de 2,8 m à la naissance et de 2,2 m à la clé. Le poids du béton est de 6,3 t/m à la naissance et de 10,95 t/m à la clé.
La dalle de roulement est soutenue par trois poutres longitudinales. En clé de voûte, les deux poutres extérieures s'encastrent dans l'arc et la poutre centrale est portée par des entretoises. Les arcs reposent sur la molasse affleurante. Les poutres, par contre, sont fondées sur une marne dure par des fondations superficielles. La dénivellation totale du terrain est de 15,39 m.

## Origine de son nom
Le viaduc doit son nom au lieu-dit La Chocolatière, situé du côté ouest du pont. À cet endroit se trouvait l'ancienne scierie communale de Sauvabelin que Charles-Amédée Kohler a racheté en 1849 pour la transformer en une des premières fabriques de chocolat. 	Elle fonctionna	pendant	cinquante ans, jusqu’à son transfert en 1896 à Échandens,. La chocolatière Kohler a également donné son nom à un chemin, qui traverse le bois de Sauvabelin.

## Photographies

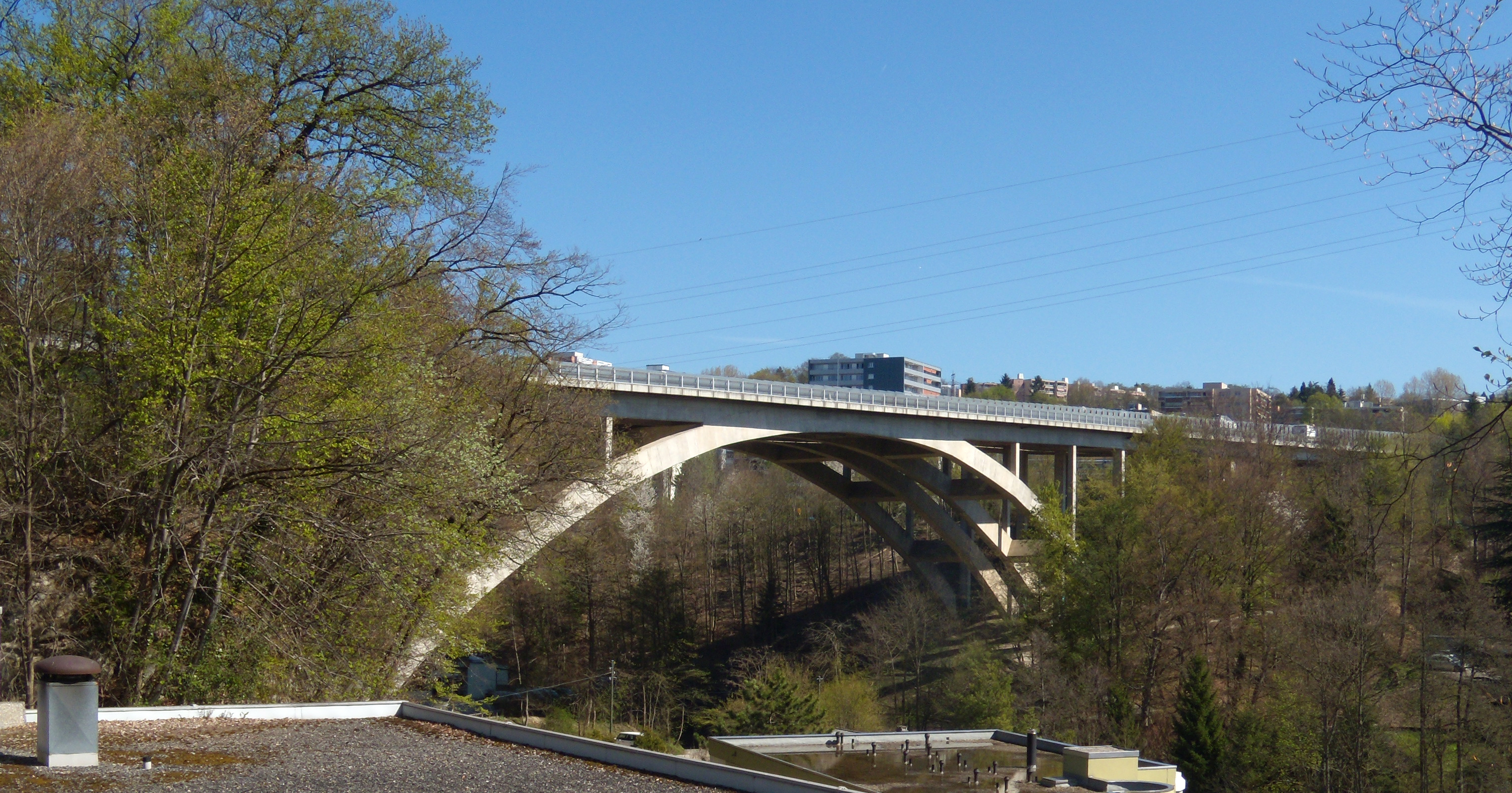
Le viaduc de la Chocolatière avec le quartier d'Isabelle-de-Montolieu en arrière-plan
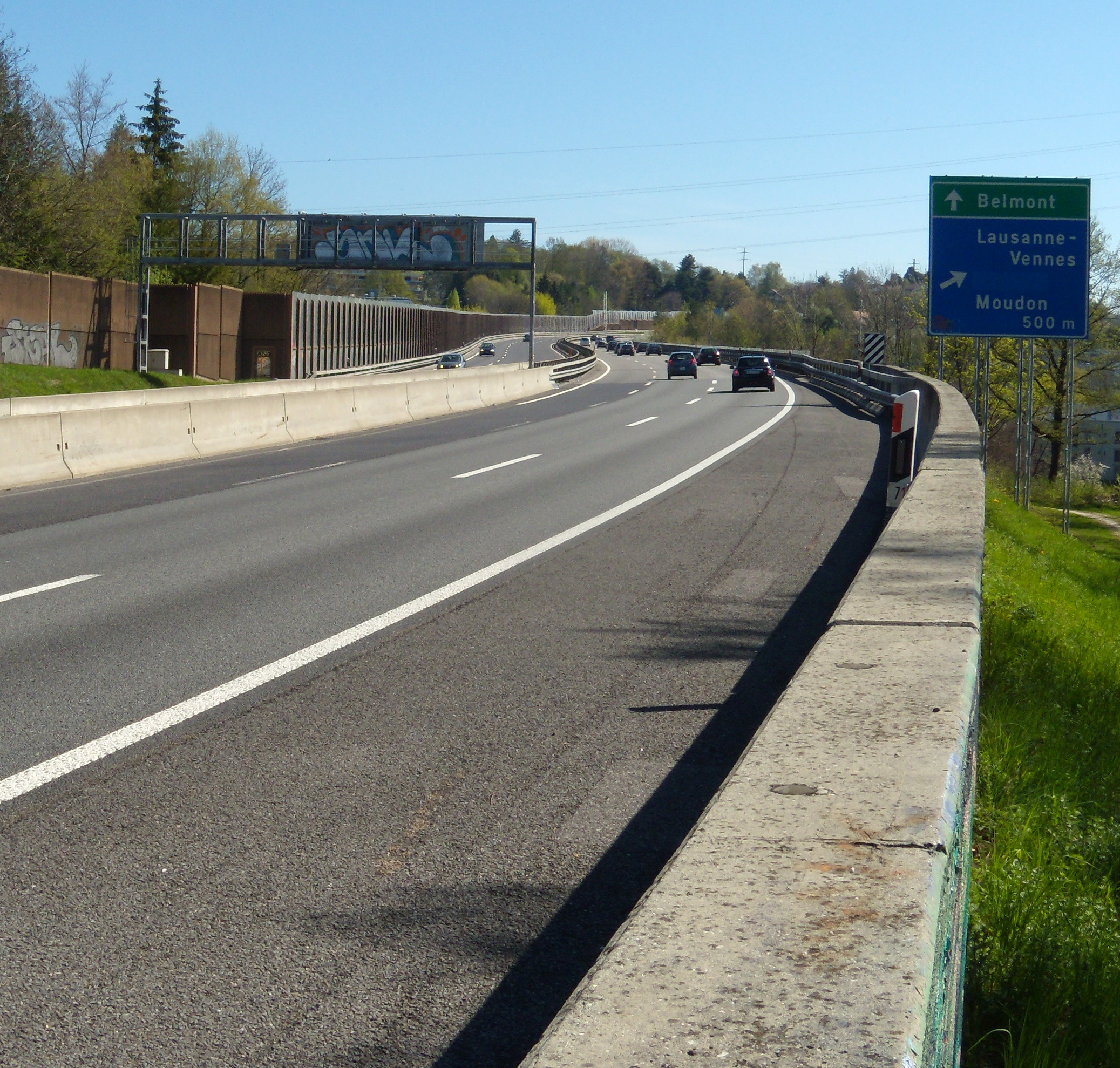
L'autoroute A9 à son passage sur le viaduc de la Chocolatière
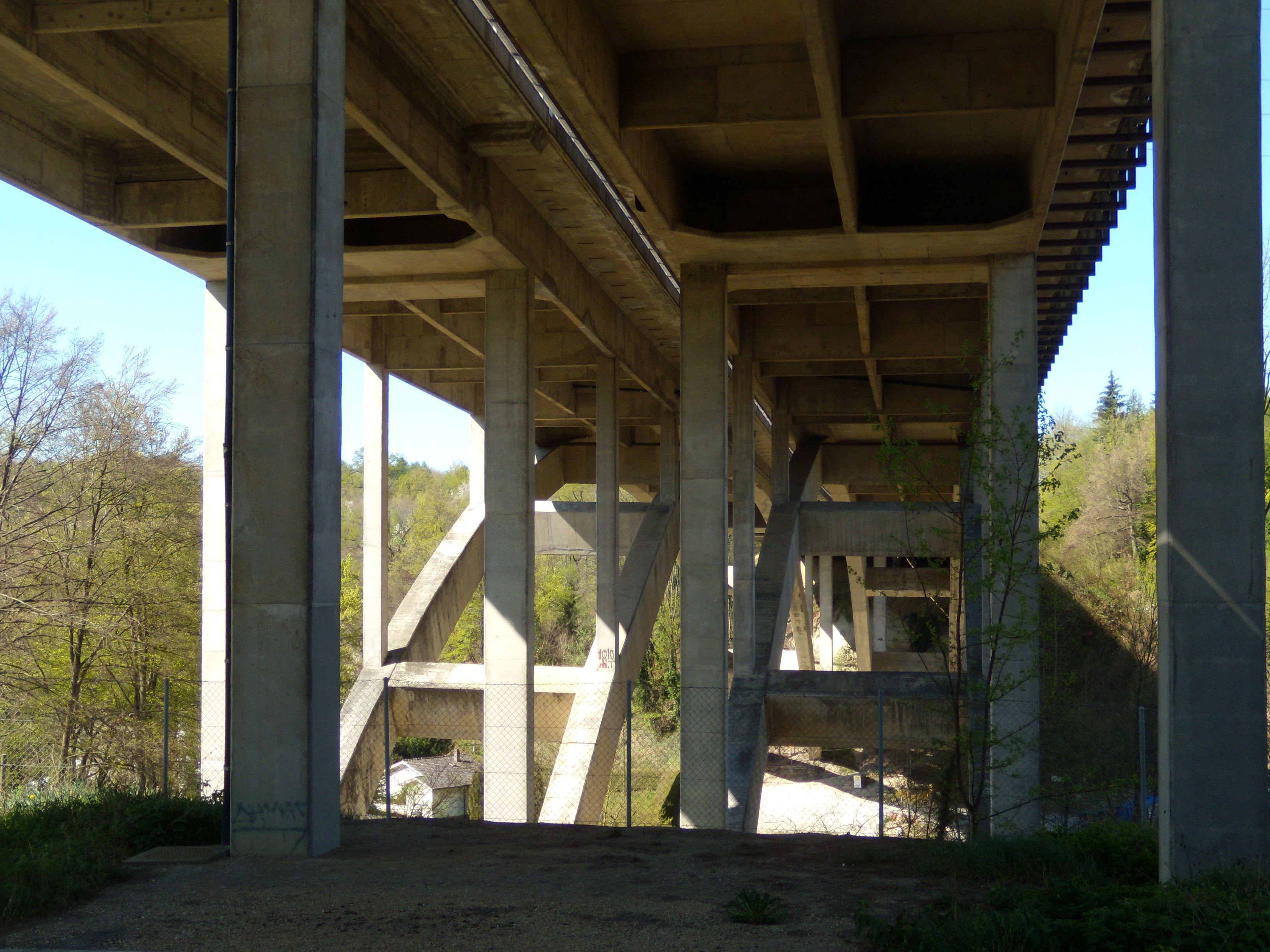
La partie occidentale du viaduc
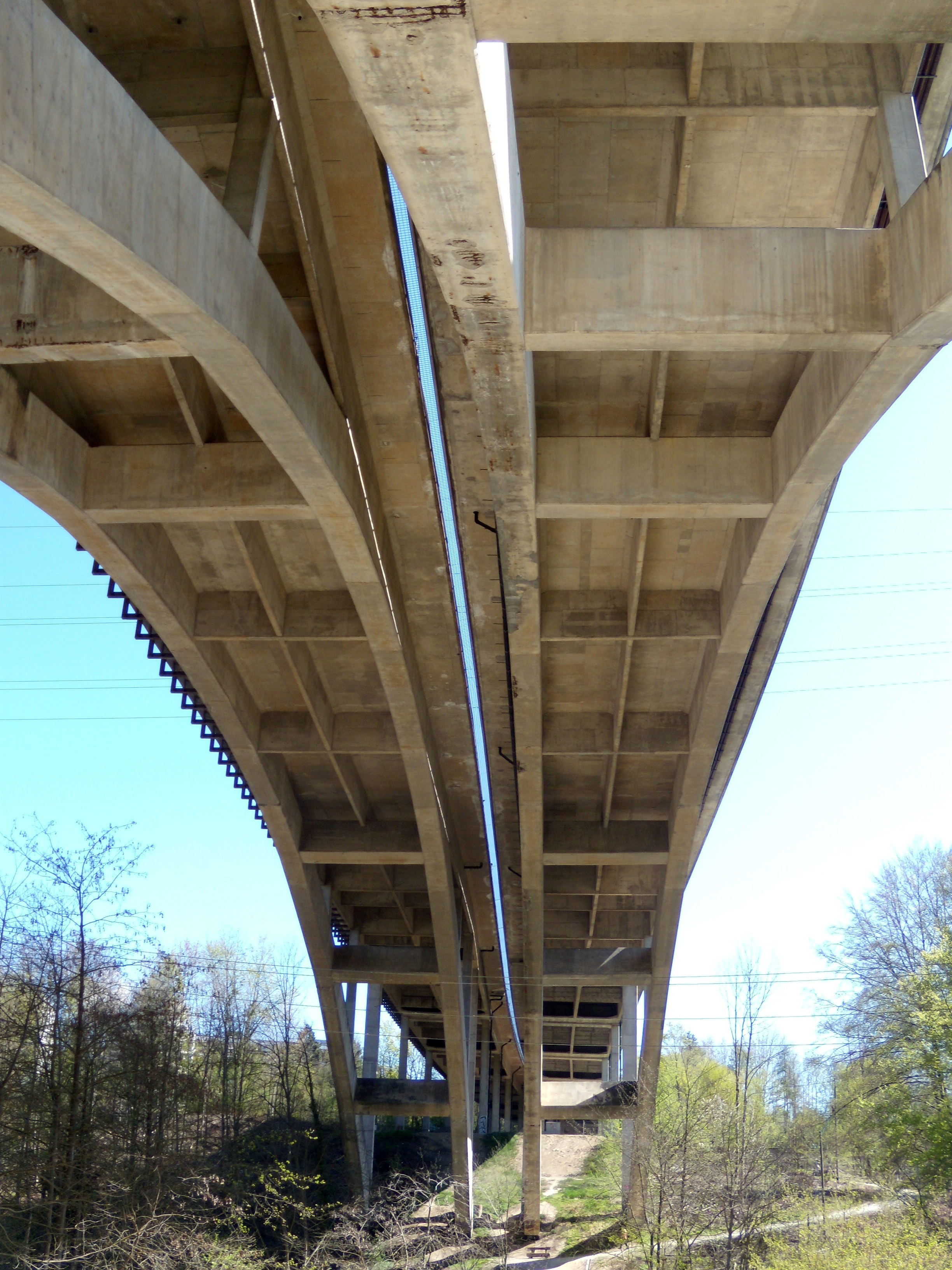
Les deux arcs
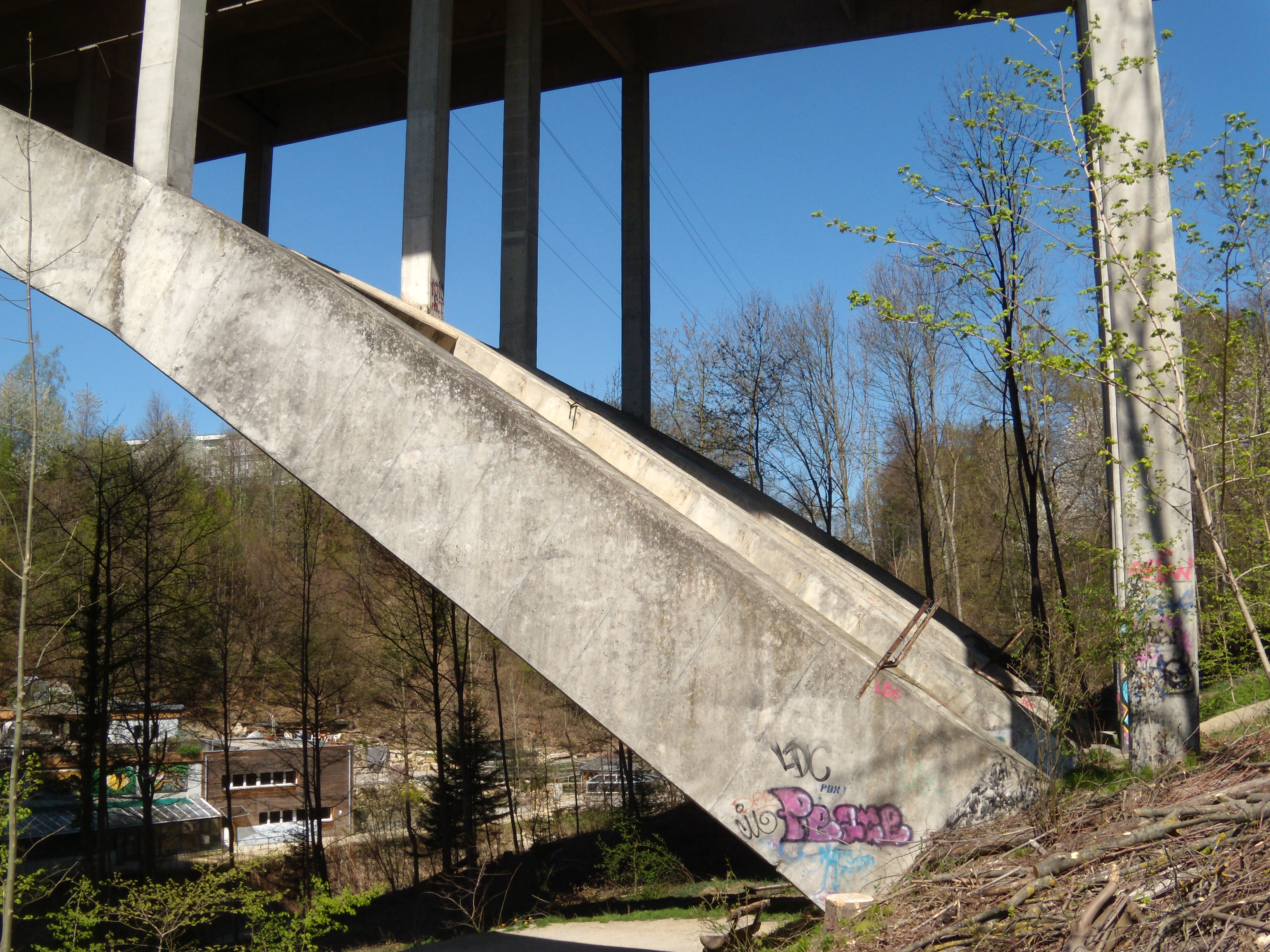
La base d'un des arcs
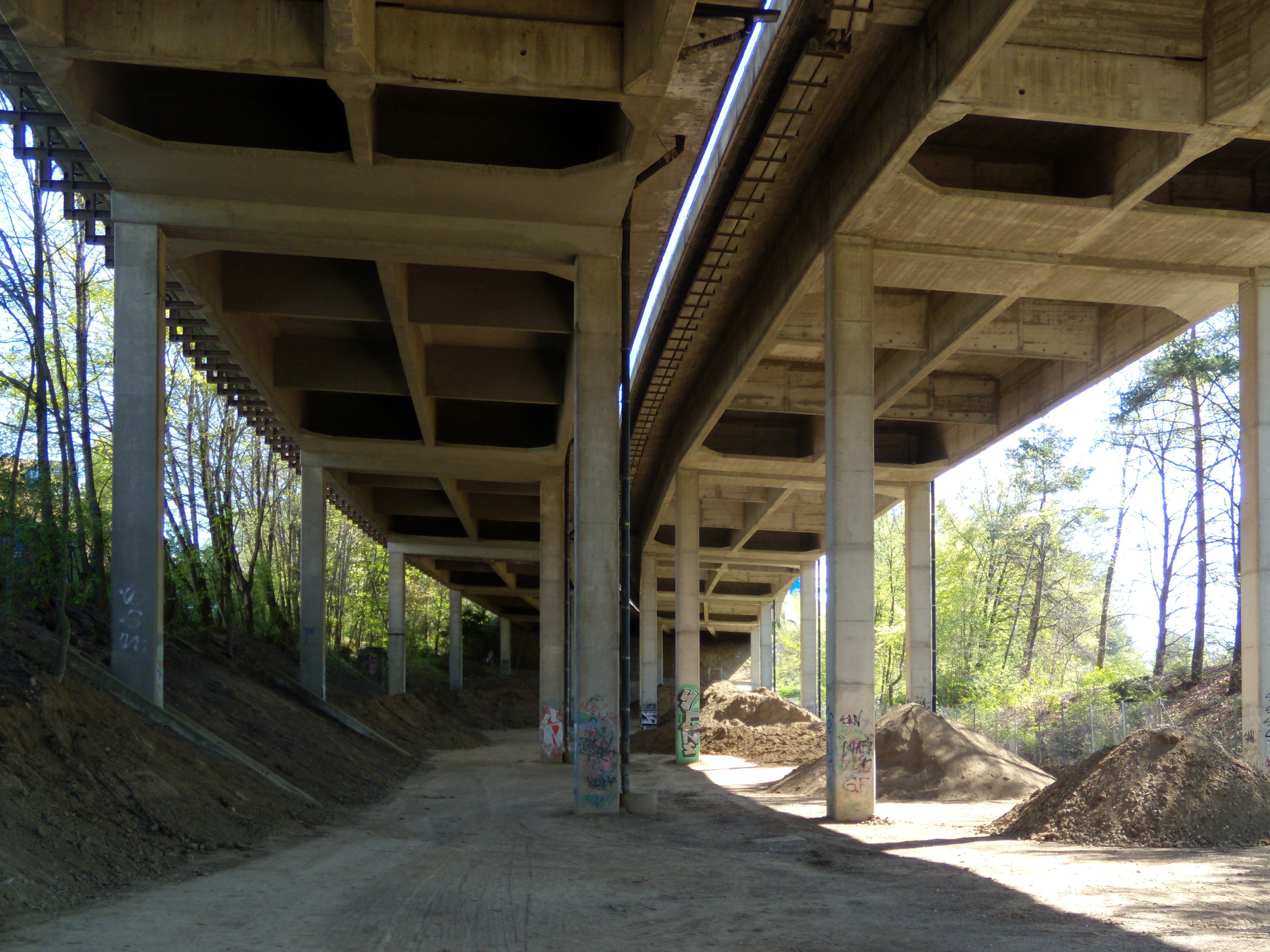
La partie orientale du viaduc